# In Concert (álbum de Blood, Sweat & Tears)
In concert es el décimo álbum original del grupo de jazz rock norteamericano Blood, Sweat & Tears, y el primero grabado en vivo. En Estados Unidos se publicó como Live & Improvised, en formato de doble LP, por Columbia Records, en 1977.

## Historia
Una vez que Columbia rompió el contrato con la banda, tras los malos resultados de su último disco, More than ever, el grupo fichó por la discográfica ABC Records. Cuando esta compañía publicó el nuevo disco de Blood, Sweat & Tears, Brand New Day, su anterior discográfica decidió competir editando un disco grabado en directo durante la gira del año 1975, con una de las formaciones más poderosas y mejor consideradas por la crítica que ha tenido la banda. El disco es mucho más jazzístico que los de estudio y recibió muy buena acogida por la crítica.
El disco se grabó en cuatro conciertos diferentes, en 1975: En el "Schaeffer Music Festival" (Nueva York, 5 de julio); en el City Hall Plaza de Boston (20 de julio); en el National Arts Center de Ottawa, en Canadá (11 y 12 de agosto); y el Monterey Jazz Festival, en Monterey, California (21 de septiembre). El ingeniero de grabación fue, en todos los casos, Dave Palmer, asistido por Carmine Rubino. Las mezclas se realizaron en Camp Colomby, también por Palmer, asistido por Ted Hammond.
La formación es la misma que la del disco New city aunque, en el transcurso de esta gira, Georg Wadenius dejó la banda, por lo que solamente aparece en las sesiones de julio. Lo sustituyó Steve Khan durante el mes de agosto, de forma provisional, tomando el puesto definitivamente, en septiembre, Mike Stern. La producción corrió a cargo de Jimmy Ienner y Bobby Colomby, y el diseño fue de Ronald DeWitt y Arnold DeGoode, con fotografías de James A. Rice.

## Lista de temas

### Disco 1

#### Cara A
- 1. Introduction   (-)  0,22
- 2. Spinning wheel  (Thomas)  5,22
- 3. I love you more tan you'll ever know  (Al Kooper)  8,30
- 4. Lucretia Mac Evil  (Thomas)  6:57

#### Cara B
- 1. And when I die  (Laura Nyro)  6:27
- 2. One room country shack  (Walton/Hooker)  2,40
- 3. And when I die (reprise)  (Nyro)  2:41
- 4. Spain  (Chick Corea)  8:35

### Disco 2

#### Cara A
- 1. Hi-de-ho  (King/Goffin)  6,17
- 2. Unit seven  (Sam Jones)  10,12
- 3. Life  (Allen Toussaint)  5,03

#### Cara B
- 1. Mean ole world  (Jerry LaCroix)  9,06
- 2. Ride, captain, ride  (Konte/Pinera)  6,12
- 3. You've made me so very happy  (Gordy/Holloway/Holloway/Wilson)  5:16

## Músicos
- David Clayton-Thomas - cantante
- Tony Klatka y Joe Giorgiani - trompeta, fliscorno y coros.
- Dave Bargeron - trombón, tuba, percusión y coros.
- Bill Tillman - saxos, flauta y coros.
- Larry Willis - piano, Fender Rhodes, teclados y coros.
- Georg Wadenius, Steve Khan o Mike Stern - guitarras.
- Ron McClure - bajo
- Bobby Colomby - batería y coros.
- Don Alias - percusión y coros.